# Capa física de Ethernet
La capa física de Ethernet es el componente de capa física del estándar Ethernet.
La capa física de Ethernet evolucionó sobre un considerable período de tiempo y abarca completamente algunas interfaces de medios físicos y varias magnitudes de velocidad. La velocidad se extiende desde 1 Mbit/s a 40 Gbit/s (velocidades más altas están en desarrollo) mientras que el medio físico puede extenderse desde el cable coaxial voluminoso, al par trenzado, hasta la fibra óptica. En general, el software del stack de protocolo de la red trabajará similarmente en todos los tipos que se describirán más adelante.
Las secciones siguientes proporcionan un breve resumen de todos los tipos de medios oficiales de Ethernet (los números de sección del estándar IEEE 802.3-2008 están entre paréntesis). Adicionalmente de estos estándares oficiales, muchos vendedores han implementado tipos de medios propietarios por varias razones - a menudo para soportar distancias más largas sobre el cableado de fibra óptica.
Muchos adaptadores de Ethernet y puertos de switches soportan múltiples velocidades, usando autonegociación para ajustar la velocidad y la modalidad duplex para los mejores valores soportados por ambos dispositivos conectados. Si la auto-negociación falla, un dispositivo de múltiple velocidad detectará la velocidad usada por su socio, pero asumirá semiduplex. Un puerto Ethernet 10/100 soporta 10Base-T y 100Base-TX. Un puerto Ethernet 10/100/1000 soporta 10Base-T, 100Base-TX, y 1000Base-T.

## Capas físicas

### Ethernet experimental de Xerox
| Nombre         | Descripción |
| -------------- | --- |
| Xerox Ethernet | La original, implementación Ethernet de 3 Mbit/s, la cual tenía un formato de frame diferente de las formas de producción de Ethernet. |

### Primeras implementaciones (10 Mbit/s y 1 Mbit/s)
| Name          | Estándar      | Descripción |
| ------------- | ------------- | --- |
| 10BASE5       | 802.3 (8)     | El estándar original usa un solo cable coaxial en el cual literalmente se pinchaba una conexión perforando en el cable para conectar con el núcleo y la pantalla. En gran parte obsoleto, aunque debido a su extenso despliegue en los comienzos, a fecha de abril de 2010 algunos sistemas pueden todavía estar en uso. [cita requerida] Fue conocido también como Thick-Ethernet (Ethernet gruesa). 10 Mbit/s, con señalización de codificación Manchester, cableado coaxial de cobre RG-8X (costoso), topología de bus con detección de colisiones. |
| 10BASE2       | 802.3 (10)    | El cable coaxial de 50 Ω conecta las máquinas, cada máquina usando un adaptador T para conectar su NIC. Requiere terminadores en cada extremo. Por muchos años, éste fue el estándar dominante de Ethernet. También llamado Thin Ethernet (Ethernet delgado), ThinNet o Cheapernet. 10 Mbit/s, con señalización de codificación Manchester, cableado coaxial de cobre RG-58 (barato), topología de bus con detección de colisiones. |
| 10BROAD36     | 802.3 (11)    | Un estándar temprano soportando Ethernet sobre distancias más largas. Utilizó técnicas de modulación de banda ancha, similares a las empleadas en sistemas de módem de cable, y operaba sobre cable coaxial. 10 Mbit/s, con señalización scrambled NRZ modulada (PSK) sobre una portadora de alta frecuencia, cableado coaxial de ancho de banda amplio, topología de bus con detección de colisiones. |
| 1BASE5        | 802.3 (12)    | Operado a 1 Mbit/s sobre par trenzado a un Hub activo. Aunque fue una falla comercial, el 1BASE5 definió la arquitectura para toda la subsecuente evolución de Ethernet. También llamado StarLAN. 1 Mbit/s, con señalización de codificación Manchester, cableado de par trenzado de cobre, topología de estrella. |
| StarLAN 10    | Propietario   | 10 Mbit/s, con señalización de codificación Manchester, cableado de par trenzado de cobre, topología de estrella - evolucionó en el 10Base-T |
| LattisNet UTP | Propietario   | 10 Mbit/s, con señalización de codificación Manchester, cableado de par trenzado de cobre, topología de estrella - evolucionó en el 10Base-T |
| 10BASE‑T      | 802.3 (14)    | Funciona sobre cuatro alambres (dos pares trenzados) en un cable de Categoría 3 o de Categoría 5. Un Hub o un switch activo están en el medio y tiene un puerto para cada nodo. Ésta es también la configuración usada para el Ethernet 100Base-T y gigabit. con señalización de codificación Manchester, cableado de par trenzado de cobre, topología de estrella - evolución directa del 1Base-5. |
| FOIRL         | 802.3 (9.9)   | Acoplamiento inter-repetidor de fibra óptica; el estándar original para Ethernet sobre fibra |
| 10BASE‑F      | 802.3 (15)    | Un término genérico para la familia de estándares Ethernet de 10 Mbit/s usando cable de fibra óptica: 10Base-FL, 10Base-FB y 10Base-FP. De éstos, solamente el 10Base-FL está en amplio uso. 10 Mbit/s, con señalización de codificación Manchester, par de fibra |
| 10Base‑FL     | 802.3 (15&18) | Una versión actualizada del estándar FOIRL |
| 10Base‑FB     | 802.3 (15&17) | Previsto para las espinas dorsales (backbones) que conectan un número de hubs o switches; ahora es obsoleto |
| 10Base‑FP     | 802.3 (15&16) | Una red de estrella pasiva que no requería repetidor, nunca fue implementado |

### Fast Ethernet (100 Mbit/s)
| Nombre       | Estándar    | Descripción |
| ------------ | ----------- | --- |
| 100Base-T    | 802.3 (21)  | Un término para cualquiera de los tres estándares de Ethernet de 100 Mbit/s sobre cable de par trenzado. Incluye 100Base-TX, 100Base-T4 y 100Base-T2. A fecha de 2009, 100Base-TX ha dominado totalmente el mercado, y con frecuencia es considerado ser sinónimo con 100Base-T en el uso informal. Todos utilizan una topología de estrella. |
| 100Base-TX   | 802.3 (24)  | Señalización con Codificación MLT-3 y 4B5B, cableado de cobre Categoría 5 con dos pares trenzados. |
| 100Base-T4   | 802.3 (23)  | Señalización codificada 8B6T PAM-3, cableado de cobre CAT3 (como el utilizado para las instalaciones 10Base-T) con cuatro pares trenzados (usa los cuatro pares del cable). Ahora obsoleto, ya que el cableado CAT5 es la norma. Limitado a half-duplex. |
| 100Base-T2   | 802.3 (32)  | No existen productos.[cita requerida] Señalización codificada PAM-5, cableado de cobre CAT3 con dos pares trenzados, topología de estrella. Soporta full-duplex. Es funcionalmente equivalente al 100Base-TX, pero soporta al cable viejo de teléfono. Sin embargo, son requeridos procesadores de señal digital para manejar los esquemas de codificación requeridos, haciendo esta opción bastante costosa en ese entonces. Tuvo buen éxito después de que el 100Base-TX fuera establecido en el mercado. La tecnología desarrollada para el 100Base-T2 fue la fundación para el 1000Base-T. |
| 100Base-FX   | 802.3 (24)  | Señalización codificada NRZI 4B5B, dos filamentos de fibra óptica multi-modo. La longitud máxima es de 400 metros para las conexiones semiduplex (para asegurar que las colisiones sean detectadas) o 2 kilómetros para full-duplex. |
| 100Base-SX   | TIA         | Ethernet de 100 Mbit/s sobre fibra multi-modo. La máxima longitud es 300 metros. El 100Base-SX usaba una óptica de longitud de onda corta (850 nm) que era intercambiable con 10Base-FL, haciendo posible de esta manera tener un esquema de autonegociación y tener adaptadores de fibra 10/100 Mbit/s |
| 100Base-BX10 | Propietario | Ethernet de 100 Mbit/s bidireccional sobre un solo filamento de fibra óptica unimodal. Un multiplexor es usado para dividir la transmisión y recepción de señales en diferentes longitudes de onda permitiendo que compartan la misma fibra. Soporta hasta 10 km. |
| 100Base-LX10 | Propietario | Ethernet de 100 Mbit/s y hasta 10 km sobre un par de fibras de simple modo. |
| 100Base‑VG   | 802.12      | Estandardizado por un subgrupo diferente de IEEE 802, el 802.12, porque usaba una forma de acceso de medio más centralizada ("Demand Priority"). Defendido solamente por HP, 100VG-AnyLAN (como fue el nombre de comercialización) era el primero en el mercado. Necesitó cuatro pares en un cable Cat-3. Ahora obsoleto (el 802.12 ha estado "inactivo" desde 1997) el estándar ha sido retirado. |

### Gigabit Ethernet
Todas usan topología de estrella.
| Nombre          | Estándar       | Descripción |
| --------------- | -------------- | --- |
| 1000Base-T      | 802.3 (40)     | Señalización codificada PAM-5, por lo menos cable de Categoría 5, con cableado de cobre con cuatro pares trenzados, es altamente recomendada la Categoría 5e. Cada par es usado en ambas direcciones simultáneamente. |
| 1000Base-TX     | TIA 854        | Solamente cableado de cobre Categoría 6. No implementado.[cita requerida] |
| 1000Base-SX     | 802.3          | Señalización codificada 8B10B NRZ, fibra multi-modo de corto alcance (hasta 550 m). |
| 1000Base-LX     | 802.3          | Señalización codificada 8B10B NRZ, fibra multi-modo (hasta 550 m) o fibra unimodal (hasta 2 km); puede ser optimizado para distancias más largas, (hasta 10 km).                                                      |
| 1000Base-LH     | multi-vendedor | Sobre fibra unimodal (hasta 100 km). Una solución de largo recorrido. |
| 1000Base-CX     | 802.3          | Señalización codificada 8B10B NRZ, par trenzado blindado balanceado (hasta 25 m) sobre cable especial de cobre. Precede al 1000Base-T y es raramente usado.                                                           |
| 1000Base-BX10   | 802.3          | Hasta 10 km. Bidireccional sobre filamento de fibra unimodal. |
| 1000Base-LX10   | 802.3          | Hasta 10 km sobre un par de fibras unimodales. |
| 1000Base-PX10-D | 802.3          | Downstream (de head-end a tail-ends) sobre fibra unimodal usando topología point-to-multipoint (soporta por lo menos 10 km).                                                                                          |
| 1000Base-PX10-U | 802.3          | Upstream (de tail-end a head-end) sobre fibra unimodal usando topología point-to-multipoint (soporta por lo menos 10 km).                                                                                             |
| 1000Base-PX20-D | 802.3          | Downstream (de head-end a tail-ends) sobre fibra unimodal usando topología point-to-multipoint (soporta por lo menos 20 km).                                                                                          |
| 1000Base-PX20-U | 802.3          | Upstream (de tail-end a head-end) sobre fibra unimodal usando topología point-to-multipoint (soporta por lo menos 20 km).                                                                                             |
| 1000Base-EX     | Desconocido    | Hasta 40 km sobre fibra unimodal. |
| 1000Base-ZX     | Desconocido    | Hasta 100 km sobre fibra unimodal. |
| 1000Base-KX     | 802.3ap        | 1 m sobre backplane |

### 10 Gigabit Ethernet
La familia de Ethernet de 10 gigabits de estándares abarca los tipos de medios para la fibra unimodal (largo recorrido), fibra multi-modo (hasta 300 m), backplane de cobre (hasta 1 m) y par trenzado de cobre (hasta 100 m). Primero fue estandardizada como IEEE Std 802.3ae-2002, pero ahora está incluido en el IEEE Std 802.3-2008.
Desde 2009, Ethernet de 10 gigabits es desplegado predominantemente en las redes de carrier (portador), donde el 10GBASE-LR y el 10GBASE-ER disfrutan de cuotas de mercado significativas.
| Name        | Standard | Description |
| ----------- | -------- | --- |
| 10GBase‑SR  | 802.3ae  | Diseñado para soportar distancias cortas sobre cableado de fibra multi-modo, tiene un rango de entre 26 m y 82 m dependiendo del tipo de cable. También soportar la operación de 300 m sobre una nueva fibra multi-modo de 2000 MHz.km                                 |
| 10GBase‑LX4 | 802.3ae  | Usa multiplexación por división de longitud de onda para soportar rangos de entre 240 m y 300 m sobre desplegado de cableado multimodo. También soportar 10 km sobre fibra unimodal.                                                                                   |
| 10GBase‑LR  | 802.3ae  | Soporta 10 km sobre fibra unimodal |
| 10GBase‑ER  | 802.3ae  | Soporta 40 km sobre fibra unimodal |
| 10GBase‑SW  | 802.3ae  | Una variación del 10GBase-ER usando el WAN PHY, diseñado para interoperar con el equipo OC-192 / STM-64 SONET/SDH |
| 10GBase‑LW  | 802.3ae  | Una variación del 10GBase-ER usando el WAN PHY, diseñado para interoperar con el equipo OC-192 / STM-64 SONET/SDH |
| 10GBase‑EW  | 802.3ae  | Una variación del 10GBase-ER usando el WAN PHY, diseñado para interoperar con el equipo OC-192 / STM-64 SONET/SDH |
| 10GBase‑CX4 | 802.3ak  | Diseñado para soportar distancias cortas sobre cableado de cobre, usa los conectadores 4x de InfiniBand y cableado CX4 y permite una longitud de cable de hasta 15 m. Fue especificado por el IEEE Std 802.3an-2006 que ha sido incorporado en el IEEE Std 802.3-2008. |
| 10GBase‑T   | 802.3an  | Usa cableado de conductor de par trenzado sin blindaje. |
| 10GBase‑LRM | 802.3aq  | Extiende hata 220 m sobre fibra multimodo desplegada de 500 MHz.km |
| 10GBase‑KX4 | 802.3ap  | 1 m sobre 4 vías de backplane |
| 10GBase‑KR  | 802.3ap  | 1 m sobre una sola vía de backplane |
| 10GBase-CU  | SFF-8431 | Un estándar para conjuntos de cable de cobre de conexión directa |

- El Ethernet de 10 gigabits sigue siendo bastante nuevo y queda por verse cual de los estándares ganará la aceptación comercial en mercados de los consumidores. 10GBase-LR/ER son del uso más común del mercado del Carrier/ISP.
- Note que IEEE 802.2ae e IEEE 802.3ak se han incorporado en el IEEE 802.3-2008.

### 40 Gigabit Ethernet
Ésta es la más reciente versión de Ethernet y fue estandardizada en junio de 2010. La nomenclatura es como sigue:
| Nombre      | Estándar | Descripción                                                               |
| ----------- | -------- | ------------------------------------------------------------------------- |
| 40GBaseSR4  | 802.3ba  | Operación de 100 m sobre una nueva fibra óptica multi-modo de 2000 MHz.km |
| 40GBase-LR4 | 802.3ba  | Operación de 10 km sobre fibra unimodal.                                  |
| 40GBase-CR4 | 802.3ba  | Operación de 10 m en montaje de cable de cobre.                           |
| 40GBase-KR4 | 802.3ba  | Operación de 1 m sobre backplane.                                         |

### 100 Gigabit Ethernet
Ésta es la versión más reciente de Ethernet y fue estandardizada en junio de 2010. La nomenclatura es como sigue:
| Nombre        | Estándar | Descripción                                                        |
| ------------- | -------- | ------------------------------------------------------------------ |
| 100GBase-SR10 | 802.3ba  | Operación de 100 m sobre una nueva fibra multi-modo de 2000 MHz.km |
| 100GBase-LR4  | 802.3ba  | Operación de 10 km sobre fibra unimodal.                           |
| 100GBase-ER4  | 802.3ba  | Operación de 40 km sobre fibra unimodal.                           |
| 100GBase-CR10 | 802.3ba  | Operación de 10 m en montaje de cable de cobre.                    |

## Ethernet sobre cable de par trenzado
Algunas variedades de Ethernet fueron específicamente diseñadas para funcionar sobre el cableado estructurado de cobre de 4 pares que ya estaba instalado en muchas localizaciones. El ANSI recomienda usar cable de categoría 6 para las nuevas instalaciones.[cita requerida]
| Pin | Par | Color          | teléfono | 10Base-T | 100Base-TX | 1000Base-T    | PoE mode A | PoE mode B |
| --- | --- | -------------- | -------- | -------- | ---------- | ------------- | ---------- | ---------- |
| 1   | 3   | blanco/verde   | -        | TX+      | z          | bidireccional | 48V out    | -          |
| 2   | 3   | verde          | -        | TX-      | z          | bidireccional | 48V out    | -          |
| 3   | 2   | blanco/naranja | -        | RX+      | z          | bidireccional | 48V return | -          |
| 4   | 1   | azul           | ring     | -        | -          | bidireccional | -          | 48V out    |
| 5   | 1   | blanco/azul    | tip      | -        | -          | bidireccional | -          | 48V out    |
| 6   | 2   | naranja        | -        | RX-      | z          | bidireccional | 48V return | -          |
| 7   | 4   | blanco/marrón  | -        | -        | -          | bidireccional | -          | 48V return |
| 8   | 4   | marrón         | -        | -        | -          | bidireccional | -          | 48V return |

Combinar el 10Base-T (o 100Base-TX) con el "IEEE 802.3af mode A" permite que un hub transmita tanto energía como datos sobre solamente dos pares. Esto fue diseñado para dejar los otros dos pares libres para las señales análogas de teléfono.[cita requerida]
Los pines usados en el "IEEE 802.3af Mode B" suministran energía sobre los pares "libres" no usados por el 10BaseT y el 100Base-TX.
En una desviación del 10BaseT y el 100Base-TX, el 1000Base-T usa los cuatro pares del cable para la transmisión simultánea en ambas direcciones con el uso de cancelación de eco. (Los módems de dial-up también usan cancelación de eco para transmitir simultáneamente datos en ambas direcciones sobre un simple par de cables).

## Longitudes mínimas del cable de Ethernet
Todos los segmentos de Ethernet de cobre que funcionan con parte de detección de colisiones (CD) del CSMA/CD tienen una longitud de cable mínima para funcionar correctamente debido a las reflexiones de señales. Esto se aplica solamente a los estándares 10BaseT y 100Base-TX; El estándar 1000Base-TX es cubierto al final de esta sección.
Las conexiones de fibra tienen longitudes de cable mínimas debido a los requisitos de nivel en las señales recibidas. Los puertos de fibra diseñados para longitudes de onda de largo recorrido requieren un atenuador de señal si son usados dentro de un edificio.
Las aplicaciones industriales de Ethernet usan una topología de estrella sin colisiones para no requerir una longitud de cable mínima.
1000Base-TX soporta el modo semidúplex, haciendo posibles las colisiones. Consecuentemente, el estándar 1000Base-TX requiere una longitud mínima de cable para que la detección de colisiones funcione correctamente; para evitar esto en el Gigabit Ethernet, en la transmisión en el modo semidúplex son puestos pequeños frames de relleno.